# 名倉靖博
名倉 靖博（なくら やすひろ、1959年1月10日 - ）は、日本のアニメーター、キャラクターデザイナー、イラストレーター。静岡県浜名郡浜北町（現・浜松市浜名区）出身。

## 来歴
実家は織物店。雑誌『マンガ少年』の中で見つけた東映動画アニメーション講座に応募し、上京して入学。同講座を経て、東映動画系列のスタジオカーペンターに入り、アニメーターとしてデビューする。動画デビュー作は『SF西遊記スタージンガー』、原画デビュー作は『めちゃっこドタコン』。
カーペンターには3年間在籍し、その後は東映動画を中心にフリーで活動。1984年のオリジナル作品『とんがり帽子のメモル』は、名倉が発案したキャラクターをベースとして生まれた。作画監督として参加した押井守監督の『天使のたまご』では、天野喜孝デザインのキャラクターを髪の毛のレベルで動かす場面を含む、繊細なアニメートを手がけた。
『ムーミン』のファンとしても知られ、『とんがり帽子のメモル』では、『ムーミン』のスナフキンにインスパイアされたリュックマンというキャラクターを登場させた。のちに『楽しいムーミン一家』にキャラクターデザインとして参加し、『ムーミン』のキャラクターのアニメ化を手がけるという夢を実現させている。
その後、絵本やイラストにも仕事を広げた。
前田庸生は「原画マンには滅多にいない情感派」「極端に手は遅いけど、その遅さが粘り強さにつながっていて魅力的」「パターンで絵を描く人ではないから、どんな絵が出てくるかわからない不可思議さがある。演出家としては使いにくい原画かもしれないが、他の人には絶対描けない様なカットを出してくる」と評している。
押井守は「後ろ姿が絵を描いている時も、おにぎりを食べている時も、机にかじりついて背中を伸ばしている。理想的な作監です」「一見弱気だけど、先輩の原画も平気で直しを入れてくる」「とても無口で、いないと思って振り向くと、常に絵を描いている人物だった」「絵柄で魅せるタイプで、動きに責任をとるタイプの作監ではない」と評している。
アニメ作品の音響・録音を手がける名倉靖とは全くの別人である。

## 参加作品

### テレビアニメ
- めちゃっこドタコン（1981年） - 原画
- ハニー・ハニーのすてきな冒険（1981年） - 原画
- The・かぼちゃワイン（1982年） - 原画
- とんがり帽子のメモル（1984年） - キャラクター原案、作画監督
- 楽しいムーミン一家（1990年） - キャラクターデザイン、OP絵コンテ、レイアウト
- 少年サンタの大冒険!（1996年） - キャラクターデザイン
- 怪 〜ayakashi〜「天守物語」（2006年） - キャラクターデザイン、コンセプト、総作画監督
- 猫物語（黒）（2012年） - 作画監督、原画、第二原画
- 宇宙戦艦ヤマト2199（2013年） - 作画監督
- 〈物語〉シリーズ セカンドシーズン（2013年） - 絵コンテ
- ぎんぎつね（2013年） - OP絵コンテ（共同）
- メカクシティアクターズ（2014年） - 絵本作画、絵コンテ、原画
- スペース☆ダンディ（2014年） - 絵コンテ、演出、美術設定、ゲストキャラデザイン
- 3月のライオン（2016年） - 美術設定、画面設計、メインレイアウト / ED絵コンテ、演出、原画
- 続・終物語（2018年）- 劇
- マギアレコード 魔法少女まどか☆マギカ外伝（2020）- 原画
- 美少年探偵団（2021年） - 美術設定、レイアウト監修、原画
- RWBY: 氷雪帝国 （2022）- 原画
- 四畳半タイムマシンブルース（2022年, ONA） - 作画監督

### 劇場アニメ
- FUTURE WAR 198X年（1982年） - 動画
- Dr.スランプ アラレちゃん ほよよ!世界一周大レース（1983年） - 原画
- 綿の国星（1984年） - 原画
- 銀河鉄道の夜（1985年） - 原画
- 天空の城ラピュタ（1986年） - 原画
- RAMPO（1994年） - アニメーション監督
- メトロポリス（2001年） - キャラクターデザイン、総作画監督
- イノセンス（2004年） - 原画
- 時をかける少女（2006年） - 原画、作画監督補
- サマーウォーズ（2009年） - 原画
- 花の詩女 ゴティックメード（2012年） - 作画監督、原画
- 劇場版 魔法少女まどか☆マギカ  [新編]叛逆の物語（2013年） - 原画
- 傷物語〈I 鉄血篇〉（2016年） - 原画
- 打ち上げ花火、下から見るか? 横から見るか?（2017年） - 原画
- 犬王（2022年） - 作画監督・原画

### OVA
- 天使のたまご（1985年） - 作画監督、原画
- とんがり帽子のメモル マリエルの宝石箱（1985年） - 作画監督
- どんぐりと山猫（1988年） - キャラクターデザイン、作画監督、特殊効果

### その他
- 世界名作童話 まんがシリーズ（1983年） - 作画監督[6]
  - 赤ずきんちゃん
- 名倉靖博の世界
- パフスのふしぎな生活
- はるかな森のフェート・ラッド
- 金魚姫の銀魚姫なココロ
- 金魚姫のシャーベット
- ゆあ～ん ゆよ～ん ゆやゆよん（挿絵、装丁）
- 名倉靖博画集 ムーミン
- アートオブハローキティ（参加）
- 名倉靖博のムーミンの世界展 1998年5月 有楽町阪急
- 名倉靖博展（原画展） 2006年7月29日〜9月3日 富山県南砺市南砺市立福光美術館
- カミ、宙に知ろしめす。すべて世は事もナシ（漫画、連載中）
- 日清食品 カップヌードル TVCM「HUNGRY DAYS ワンピースシリーズ」（2019年 - 2020年） - 作画監督
- 大正浪漫 MV - 作画監督